# Lutz Blochberger
Lutz Blochberger (* 12. Mai 1959 in Leipzig) ist ein deutscher Schauspieler und Regisseur.

## Leben
Seine Schauspielausbildung absolvierte Lutz Blochberger von 1981 bis 1985 an der Hochschule für Schauspielkunst „Ernst Busch“ in Ost-Berlin. Währenddessen spielte er am Berliner Ensemble, Deutschen Theater Berlin und Staatsschauspiel Dresden, wohin er anschließend engagiert wurde. Kurz nach der Wende erfolgte ein Engagement am Wiener Burgtheater (1990/91–1999). Er gilt sowohl am Theater als auch vor der Kamera als vielseitig einsetzbarer Akteur. Seit 2000 arbeitet er überwiegend für Film und Fernsehen, wirkte als Schauspieler vor der Kamera in bisher ca. 130 Film-und-Fernsehproduktionen mit. Sporadisch arbeitet Blochberger allerdings weiterhin für das Theater, wie beispielsweise am Schlosspark Theater in Berlin, Maxim Gorki Theater, an der Volksbühne am Rosa-Luxemburg-Platz und für die Georg Tabori Preisträger Gruppe norton.commander.productions.
Blochberger steht zwischenzeitlich für Schauspielunterricht zur Verfügung, so bisher geschehen in Wien, Zinnowitz, sowie verschiedenen Berliner Schauspielschulen.
Außerdem führte er mehrmals Regie, z. B. inszenierte er 2002 "Romeo und Julia" am Theater Gera/Altenburg und 2007 die UA von Rolf Hochhuths Stück "Heil Hitler" in der Akademie der Künste Berlin. Sein Sohn spielte die Hauptrolle.
Blochberger lebt in Berlin. Sein Sohn ist der Schauspieler Ludwig Blochberger.

## Filmografie (Auswahl)
- 1987: Die erste Reihe
- 1989: Der Staatsanwalt hat das Wort: Noch nicht zu Hause (Fernsehreihe)
- 1990: Albert Einstein – Der letzte Sommer (Fernsehzweiteiler)
- 1999: Kommissar Rex (Fernsehserie, Folge Sisi)
- 2000: Mord im Swingerclub
- 2000–2022: In aller Freundschaft (Fernsehserie, verschiedene Rollen, 4 Folgen)
- 2002: Operation Rubikon
- 2003: Tage des Sturms
- 2003: Marga Engel kocht vor Wut
- 2005: liebeskind
- 2005: Balko (Fernsehserie, Folge Mittwochs Geheimnis)
- 2005: Tatort: Tiefer Fall (Fernsehreihe)
- 2005–2014: SOKO Wismar (Fernsehserie, verschiedene Rollen, 3 Folgen)
- 2006: Hinter Gittern – Der Frauenknast (Fernsehserie, Folge Es kann nur eine geben)
- 2006: Geküsst wird vor Gericht
- 2006: Kommissar Stolberg (Fernsehserie, Folge Hexenjagd)
- 2006: Das unreine Mal
- 2006, 2009: Alarm für Cobra 11 – Die Autobahnpolizei (Fernsehserie, verschiedene Rollen, 2 Folgen)
- 2007: Die Todesautomatik
- 2007: Preußisch Gangstar
- 2007: Am Ende kommen Touristen
- 2007: Tatort: Die dunkle Seite
- 2008: SOKO Kitzbühel (Fernsehserie, Folge Anatomie eines Mordes)
- 2008: Tatort: Das schwarze Grab
- 2009: Bloch: Bauchgefühl (Fernsehreihe)
- 2009: Spreewaldkrimi: Der Tote im Spreewald (Fernsehreihe)
- 2009: Polizeiruf 110: Der Tod und das Mädchen (Fernsehreihe)
- 2009–2019: SOKO Leipzig (Fernsehserie, verschiedene Rollen, 3 Folgen)
- 2009–2015: Der Kriminalist (Fernsehserie, verschiedene Rollen, 3 Folgen)
- 2009, 2017, 2025: SOKO Köln (Fernsehserie, verschiedene Rollen, 3 Folgen)
- 2009: Die Gräfin
- 2009: 21:37
- 2009: Lila, Lila
- 2010: Einsatz in Hamburg – Rot wie der Tod (Fernsehreihe)
- 2010: Zurück zum Glück
- 2010: Polizeiruf 110: Aquarius
- 2010: Der Albaner
- 2011: Wolfsfährte
- 2012: Küstenwache (Fernsehserie, Folge Die Bernsteinhexe)
- 2012: Am Himmel der Tag
- 2012, 2013: Der Landarzt (Fernsehserie, 2 Folgen)
- 2012, 2016: Ein Fall für zwei (Fernsehserie, verschiedene Rollen, 2 Folgen)
- 2013: Tatort: Gegen den Kopf
- 2014: Die Flut ist pünktlich
- 2014: Coming In
- 2014, 2022: SOKO Stuttgart (Fernsehserie, 2 Folgen)
- 2014: Polizeiruf 110: Käfer und Prinzessin
- 2014: Mord mit Aussicht (Fernsehserie, Folge Sophies Welt)
- 2015: Nord Nord Mord: Clüvers Geheimnis (Fernsehreihe)
- 2015: Homesick
- 2015–2016: In aller Freundschaft – Die jungen Ärzte (Fernsehserie, 7 Folgen)
- 2016: Die siebte Stunde
- 2016: Alles Klara (Fernsehserie, Folge König der Gartenzwerge)
- 2016: Das weiße Kaninchen
- 2016: Frantz
- 2016: Ein Kommissar kehrt zurück
- 2016: Helen Dorn: Die falsche Zeugin (Fernsehreihe)
- 2017: SCHULD nach Ferdinand von Schirach (Fernsehserie, Folge Anatomie)
- 2016: Tod im Internat (Fernsehzweiteiler)
- 2016–2018: Um Himmels Willen – Geschenk des Himmels (Fernsehserie, 3 Folgen)
- 2017: Das deutsche Kind
- 2017: Babylon Berlin (Fernsehserie, 2 Folgen)
- 2018: Tannbach – Schicksal eines Dorfes (Fernsehsechsteiler, Teil Frieden aus Stein)
- 2018: Wir lieben das Leben
- 2018: Endlich Witwer
- 2018: Familie Dr. Kleist (Fernsehserie, Folge Ein rabenschwarzer Tag)
- 2018: Der Dicke/Die Kanzlei (Fernsehserie, Folge Ohne Vorwarnung)
- 2018: Werk ohne Autor
- 2019: Brecht (Fernsehzweiteiler)
- 2019: Weil du mir gehörst
- 2019: Sankt Maik (Fernsehserie, Folge Virgin Mary für ein Halleluja)
- 2019: Preis der Freiheit (Fernsehdreiteiler)
- 2020: Blutige Anfänger (Fernsehserie, Folge Schokoladenseite)
- 2020: Der Usedom-Krimi: Schmerzgrenze (Fernsehreihe)
- 2021: Die Toten von Marnow (Fernsehserie, 8 Folgen)
- 2021: Die Heiland – Wir sind Anwalt (Fernsehserie, Folge Gift im Garten)
- 2021: SOKO Hamburg (Fernsehserie, Folge Engel in Weiß)
- 2021: Unter anderen Umständen: Für immer und ewig (Fernsehreihe)
- 2022: Die Tänzerin und der Gangster – Liebe auf Umwegen
- 2022: Der Bergdoktor (Fernsehserie, Folgen Endlich Leben, Hochspannung, Kontrollverlust, Extreme, Im Frieden)
- 2022: SOKO Potsdam (Fernsehserie, Folge Mensch und Maschine)
- 2023: Tatort: Totes Herz
- 2023:   Notruf Hafenkante
- 2023:   Wo wir sind, ist oben
- 2024:   Soko Köln

## Hörspiele
- 2022: Claudia Weber: Fear of the dark. Oder: Die Offenbarung wird Produktplatzierungen enthalten (SWR 2022: Regie: Claudia Weber)